# Umhüllungssatz
Der Umhüllungssatz (auch Envelope-Theorem, Enveloppen-Theorem oder Einhüllenden-Satz genannt) ist ein grundlegender Satz der Variationsrechnung, der häufig Anwendung in der Mikroökonomie findet. Er beschreibt, wie sich der Optimalwert der Zielfunktion eines parametrisierten Optimierungsproblems bei Änderung der Parameter verhält.
Man unterscheidet üblicherweise zwischen zwei Versionen des Envelope-Theorems: eine für Optimierungsprobleme ohne und eine für solche mit Nebenbedingungen, wobei die erste Version ein Spezialfall der zweiten ist.

## Darstellung

### Optimierungsproblem ohne Nebenbedingungen
(Envelope-Theorem für Optimierungsprobleme ohne Nebenbedingungen:) Sei {\displaystyle f(\mathbf {x} ;q)} eine stetig differenzierbare Funktion mit {\displaystyle \mathbf {x} \in \mathbb {R} ^{n}} und {\displaystyle q} einem Skalar – kurz: {\displaystyle f(\mathbf {x} ;q)=f(x_{1},\ldots ,x_{n};q)}. Gegeben ist das Problem
{\displaystyle \max _{\mathbf {x} }f(\mathbf {x} ,q)}
das eine Lösung {\displaystyle \mathbf {x} ^{*}(q)=(x_{1}^{*},\ldots ,x_{n}^{*})} besitzt, welche stetig differenzierbar ist. Dann ist durch {\displaystyle v(q)\equiv f(\mathbf {x} ^{*}(q);q)} die so genannte Optimalwertfunktion von {\displaystyle f} gegeben (das heißt die ursprüngliche Funktion evaluiert an der – hier nur noch von {\displaystyle q} abhängigen – Stelle, an der sie ihr Maximum annimmt). Der Umhüllungssatz besagt dann:
{\displaystyle {\frac {\mathrm {d} v(q)}{\mathrm {d} q}}=\left.{\frac {\partial f(\mathbf {x} ;q)}{\partial q}}\right|_{\mathbf {x} =\mathbf {x} ^{*}(q)}}
Es zeigt sich, dass bei der Berechnung des Effektes erster Ordnung einer Variation von {\displaystyle q} auf {\displaystyle v(q)=f(\mathbf {x} (q),q)} die Änderung von {\displaystyle \mathbf {x} } keinen Einfluss hat.
Erweiterung: Der Satz gilt analog für mehrere Parameter. Es gilt dann für das Maximierungsproblem {\displaystyle \max _{\mathbf {x} }f(\mathbf {x} ,\mathbf {q} )} mit {\displaystyle f(\mathbf {x} ;\mathbf {q} )=f(x_{1},\ldots ,x_{n};q_{1},\ldots ,q_{k})} ({\displaystyle x\in \mathbb {R} ^{n}}, {\displaystyle q\in \mathbb {R} ^{k}}) und {\displaystyle v(\mathbf {q} )\equiv f(x_{1}^{*}(\mathbf {q} ),\ldots ,x_{n}^{*}(\mathbf {q} );\mathbf {q} )} für beliebiges {\displaystyle j} ({\displaystyle 1\leq j\leq k}):
{\displaystyle {\frac {\partial v(\mathbf {q} )}{\partial q_{j}}}=\left.{\frac {\partial f(\mathbf {x} ;\mathbf {q} )}{\partial q_{j}}}\right|_{\mathbf {x} =\mathbf {x} ^{*}(\mathbf {q} )}}

### Optimierungsproblem mit Nebenbedingungen
(Verallgemeinertes Envelope-Theorem für Optimierungsprobleme mit Nebenbedingungen:) Sei {\displaystyle f(\mathbf {x} ;q)} eine stetig differenzierbare Funktion mit {\displaystyle x\in \mathbb {R} ^{n}} und {\displaystyle q} einem Skalar – kurz: {\displaystyle f(\mathbf {x} ;q)=f(x_{1},\ldots ,x_{n};q)}. Gegeben ist das Problem
{\displaystyle \max _{\mathbf {x} }f(\mathbf {x} ,q)\quad } unter den Nebenbedingungen {\displaystyle (g_{1}(\mathbf {x} ;q)=b_{1},\ldots ,g_{m}(\mathbf {x} ;q)=b_{m})}
das eine Lösung {\displaystyle \mathbf {x} ^{*}(q)=(x_{1}^{*},\ldots ,x_{n}^{*})} besitzt, welche stetig differenzierbar ist. Es ist {\displaystyle {\mathcal {L}}(\mathbf {x} ,\mathbf {\lambda } ;q)\equiv f(\mathbf {x} ;q)-\sum _{i=1}^{m}\lambda _{i}g_{i}(\mathbf {x} ,q)} die korrespondierende Lagrange-Funktion. Auch die Langrange-Multiplikatoren {\displaystyle \lambda _{1}(q),\ldots ,\lambda _{m}(q)} seien stetig differenzierbar. Außerdem besitze die Jacobi-Matrix {\displaystyle D\mathbf {g} (\mathbf {x} ^{*})} den Rang {\displaystyle m}.
Dann ist {\displaystyle v(q)\equiv f(\mathbf {x} ^{*}(q);q)} eine Optimalwertfunktion von {\displaystyle f} und besagt der Umhüllungssatz:
{\displaystyle {\frac {\mathrm {d} v(q)}{\mathrm {d} q}}=\left.{\frac {\partial {\mathcal {L}}(\mathbf {x} ;q)}{\partial q}}\right|_{\mathbf {x} =\mathbf {x} ^{*}(q)}=\left.{\frac {\partial f(\mathbf {x} ;q)}{\partial q}}\right|_{\mathbf {x} =\mathbf {x} ^{*}(q)}-\sum _{i=1}^{m}\lambda _{i}\left.{\frac {\partial g_{i}(\mathbf {x} ,q)}{\partial q}}\right|_{\mathbf {x} =\mathbf {x} ^{*}(q)}}
Erweiterung: Der Satz ist auch in Fällen mit mehreren Parametern anwendbar. Mit analogen Definitionen gilt dann für beliebiges {\displaystyle j} ({\displaystyle 1\leq j\leq k}):
{\displaystyle {\frac {\partial v(\mathbf {q} )}{\partial q_{j}}}=\left.{\frac {\partial {\mathcal {L}}(\mathbf {x} ;\mathbf {q} )}{\partial q_{j}}}\right|_{\mathbf {x} =\mathbf {x} ^{*}(\mathbf {q} )}=\left.{\frac {\partial f(\mathbf {x} ;\mathbf {q} )}{\partial q_{j}}}\right|_{\mathbf {x} =\mathbf {x} ^{*}(\mathbf {q} )}-\sum _{i=1}^{m}\lambda _{i}\left.{\frac {\partial g_{i}(\mathbf {x} ,\mathbf {q} )}{\partial q_{j}}}\right|_{\mathbf {x} =\mathbf {x} ^{*}(\mathbf {q} )}}

### Bemerkungen
{\displaystyle v(\mathbf {q} )} ist die Einhüllende der Kurvenschar {\displaystyle \{f(\mathbf {x} ,\mathbf {q} ):\mathbf {x} \in \mathbb {R} ^{n}\}}, daher der Name des Satzes.

## Beispiel ohne Nebenbedingungen
Sei exemplarisch folgendes Problem gegeben:
{\displaystyle \max _{x}f(x,\mathbf {q} ),\quad \mathbf {q} \in \mathbb {R} ^{2}} mit {\displaystyle f(x,\mathbf {q} )=-5x^{2}+10xq_{1}+30xq_{2}+12q_{1}}.
Bedingung erster Ordnung des Maximierungsproblems ist
{\displaystyle {\frac {\partial f(x,\mathbf {q} )}{\partial x}}=-10x+10q_{1}+30q_{2}{\overset {!}{=}}0}.
Stellt man diese Bedingung um, folgt für das „optimale“ {\displaystyle x}: {\displaystyle x^{*}(\mathbf {q} )=(10q_{1}+30q_{2})/10=q_{1}+3q_{2}}. Setzt man dieses wieder in die ursprüngliche Funktion ein, liefert das die Optimalwertfunktion {\displaystyle v(\mathbf {q} )=f(x^{*}(\mathbf {q} ),\mathbf {q} )}. Es interessiert nun, wie sich diese Optimalwertfunktion ändert, wenn sich {\displaystyle \mathbf {q} } verändert. Dies soll zunächst mit dem Umhüllungssatz und zur Illustration danach „direkt“ gezeigt werden. Mit dem Umhüllungssatz folgt sofort:
{\displaystyle {\frac {\partial v(\mathbf {q} )}{\partial q_{1}}}=\left.{\frac {\partial f(x,\mathbf {q} )}{\partial q_{1}}}\right|_{(x^{*}(\mathbf {q} ),\mathbf {q} )}=10(q_{1}+3q_{2})+12}
und
{\displaystyle {\frac {\partial v(\mathbf {q} )}{\partial q_{2}}}=\left.{\frac {\partial f(x,\mathbf {q} )}{\partial q_{2}}}\right|_{(x^{*}(\mathbf {q} ),\mathbf {q} )}=30(q_{1}+3q_{2})}
Dasselbe Resultat hätte man auch „direkt“ berechnen können. Hierzu muss man die Optimalwertfunktion allerdings explizit berechnen:
{\displaystyle {\begin{aligned}v(\mathbf {q} )&=-5(q_{1}+3q_{2})^{2}+10(q_{1}+3q_{2})q_{1}+30(q_{1}+3q_{2})q_{2}+12q_{1}\\&=-5(q_{1}^{2}+6q_{1}q_{2}+9q_{2}^{2})+10q_{1}^{2}+30q_{2}q_{1}+30q_{1}q_{2}+90q_{2}^{2}+12q_{1}\\&=5q_{1}^{2}+12q_{1}+30q_{1}q_{2}+45q_{2}^{2}\end{aligned}}}
Und damit ebenfalls
{\displaystyle {\begin{aligned}{\frac {\partial v(\mathbf {q} )}{\partial q_{1}}}&=10q_{1}+12+30q_{2}=10(q_{1}+3q_{2})+12\\{\frac {\partial v(\mathbf {q} )}{\partial q_{2}}}&=30q_{1}+90q_{2}=30(q_{1}+3q_{2})\end{aligned}}}

## Anwendung
Eine Anwendung findet sich in der Mikroökonomie. Dort kann man den Umhüllungssatz sowohl in der Theorie der Unternehmungen als auch in der Theorie der Haushalte einsetzen.
Im Bereich der Theorie der Unternehmungen bezeichnet {\displaystyle y(x)} die Produktionsmenge in Abhängigkeit vom Input {\displaystyle x}, so ergibt sich, indem man {\displaystyle \mathbf {q} =(p,w)} als den Preisvektor für Output- und Inputgut setzt, und mit {\displaystyle f} als Produzentengewinn, {\displaystyle f(x,p,w)=py(x)-wx}, Hotellings Lemma. Es ist allerdings auch möglich, das Envelope-Theorem in der Kostenminimierung einzusetzen. Dies funktioniert analog zu Shephards Lemma.
In der Theorie der Haushalte wird das Envelope-Theorem im Zusammenhang mit indirekten Nutzenfunktionen verwendet. Dabei kann leicht mittels Roy’s Identität analysiert werden, was bei einer Einkommens- oder einer Preisveränderung passiert. Dafür wird die indirekte Nutzenfunktion partiell abgeleitet nach Einkommen und Preis.